# A világítótorony (Így jártam anyátokkal)
A világítótorony az Így jártam anyátokkal című televízió-sorozat kilencedik évadának nyolcadik epizódja. Eredetileg 2013. november 4-én vetítették, míg Magyarországon 2014. március 31-én.
Ebben az epizódban eszkalálódik a konfliktus Robin és Loretta között. Marshall és Daphne váratlan útitársat kapnak, Ted pedig egy randit szervez a világítótoronyba.

## Cselekmény
Szombat reggel 9 óra van, 33 órával az esküvő előtt. Robin és Loretta között továbbra is nagy a feszültség, mióta Robin elnyerte Loretta blúzát pókeren. Barney kétségbeesetten próbál lavírozni köztük. Megjelenik Lily is és négyen leülnek villásreggelizni. A vita csak folytatódik, aminek a vége az lesz, hogy Robin azt állítja, hogy az ő anyja jobb rántottát készít, mint Loretta. Ez, mint kiderül, nem igaz, ugyanis a helyszínen rengetegen dicsérik a rántottáját. Robin, aki nem tud csinálni, végül vereséget szenved. Amikor Loretta megkérdezi, hogy Robin mégis hogy akar gondoskodni  a születendő gyerekeiről, ha még főzni sem tud, Barney bevallja az anyjának, hogy Robinnak nem lehet gyereke. Közben Lily próbálja vigasztalni Robint, hogy az anyja majd megmutatja Lorettának, hogy kell főzni, de Robin azt mondja, hogy az anyja nem lesz itt, mert fél a repüléstől. Loretta végül kibékül Robinnal, és megengedi neki, hogy anyunak szólítsa.
Eközben Marshall és Daphne viharba kerülnek, és hogy átvészeljék azt, megállnak Ohióban, egyenesen Ted anyjáéknak a házánál. Clint észreveszi a köztük lévő feszültséget és megpróbálja feloldani, de ezzel csak azt éri el, hogy még jobban haragszanak egymásra. Útközben Marshall beismeri, hogy Clintnek talán igaza volt, amire kiderül, hogy Clint elrejtőzött a kocsijukban, hogy lássa, mire mennek a tanácsával. Marshall és Daphne kiborítják és úgy felbosszantják, hogy követeli, hogy álljanak meg, hogy meditálhasson egy kicsit. Daphne megmondja Marshallnak, hogy nem nyerhet addig el tiszteletet, amíg nem áll ki magáért, így Marshall fogja és otthagyja Clintet útközben. Sőt megmondja Daphne-nek is, hogy dühös rá, amiért elmondta Lilynek, hogy elfogadta a bírói állást. Sőt, kijelenti, hogy mostantól ő választ számot, ami az "I'm Gonna Be (500 Miles)" lesz. Daphne azt mondja, hogy utálja ezt a számot, de Marshall szerint majd megszereti.
Eközben Lily, aki dühöng azért, mert Marshall elfogadta a bírói állást, tör-zúz, ha meghall bármi arra utalót. Mivel a recepciós nem hajlandó segíteni Tednek abban a tervében, hogy felvihessen valakit a világítótoronyba egy randira, a begőzölt Lily azt a rossz tanácsot adja neki, hogy vigye fel Cassie-t, akivel az előző estét töltötte, és szeressenek egymásba. Ted nehezen szánja rá magát, még úgy is, hogy van közös vonásuk. Cassie elesik, megsérül a térde, és Tednek az ölében kell felvinnie a világítótoronyba, ahol elhányja magát. Ted akkor jön rá, hogy hiba lenne megállapodni, és örül, hogy még nem tette. Ekkor időugrás történik, pontosan két évvel későbbre, amikor Ted az Anyával jön fel ide, és ahol Ted megkéri a kezét.

## Kontinuitás
- Robin "A pókerparti" című epizódban nyerte el Loretta blúzát.
- Barney ismét a "Csak... oké?" fordulatot használja.
- Robin anyját eddig egyetlenegyszer, a "Swarley" című epizódban jelenítették meg, akkor is képernyőn kívül.
- A világítótoronyról először a "Visszatérés" című részben esett szó. Curtis, a recepciós ugyanúgy viselkedik Teddel, mint abban az epizódban, és Linus is hozza az italokat, ha meglátja, hogy Lily pohara üres.
- Marshall "hoppkutya" játéka és az "500 Miles" először az "Arrivederci, Fiero" című részben jelent meg.
- Robin a "Fényszimfónia" című részben tudta meg, hogy nem lehet gyereke, Barney pedig "Az erőd" című epizódban már tudott róla.
- Ted azt állítja, hogy felnőtt életében csak egyszer hányt. "A közös este" című részből kiderült, hogy a "rókamentes móka '93 óta" már nem volt igaz.

## Jövőbeli visszautalások
- A "Szünet ki" című részből kiderül, hogy Marshall számos ciki dolgot elhozott Ted szüleitől.
- Lily a Marshall hazugsága miatti dühében összeveri Marshallpótot a "Basszgitáros kerestetik" című részben.
- Robin a "Barátos" című részben akad ki teljesen amiatt, hogy az anyja nem jön el az esküvőjére.
- Robin anyjának félelme a repüléstől a "Margaréta" című részben is megjelenik.
- Ted 2015-ben kérte meg az Anya kezét, az "Örökkön örökké" című rész tanúsága alapján. Penny ugyanebben az évben született, tehát a lánykérésnek kora tavasszal kellett történnie, ami stimmel, ha figyelembe vesszük Tracy azon kijelentését, hogy nem fog beleférni az esküvői ruhába szeptemberben. Csakhogy amikor a kamera távolodik, a fák levelei már sárgultak, ami szerint mégis valamikor ősszel kellett történnie.

## Érdekességek
- Ted valójában legalább kétszer kellett, hogy hányjon felnőtt életében, hiszen a "Jenkins" című epizódban bevallotta, hogy hányt a Robin Scherbatsky-s ivójátéktól. Hasonló kijelentések hangzottak el tőle "A gyűrű ereje" és "A görcs" című részekben is.